# Fête des prénoms en Pologne
 (mai 2018).
Si vous disposez d'ouvrages ou d'articles de référence ou si vous connaissez des sites web de qualité traitant du thème abordé ici, merci de compléter l'article en donnant les références utiles à sa vérifiabilité et en les liant à la section « Notes et références ».
Traditionnellement, la célébration de la fête des prénoms (polonais : imieniny) est souvent plus populaire que celle de l'anniversaire en Pologne.[réf. nécessaire] Cependant, les fêtes d'anniversaire sont de plus en plus populaires et importantes, en particulier chez les jeunes ainsi que la génération plus âgée, résident dans les territoires repris après la Seconde Guerre mondiale, sous l'influence protestante des anciennes régions de Prusse. La célébration de la fête des prénoms consiste à se rassembler avec des amis et/ou de la famille, pour partager des cadeaux et des fleurs à la maison ou ailleurs, par exemple sur le lieu de travail. Les calendriers locaux contiennent souvent les noms célébrés sur un jour donné. Si un nom est célébré sur plus d'une journée, il est de coutume de choisir la date du premier jour du prénom après l'anniversaire.
| 1. Mieczysław, Mieczysława, Mieszko 2. Abel, Achacy, Achacjusz, Aspazja, Bazyli, Izydor, Jakobina, Jakubina, Makary, Narcyz, Ritka, Stefania, Strzeżysław, Sylwester, Sylwestra, Telesfor, Telesfora 3. Danuta, Piotr, Genowefa 4. Angelika, Aniela, Dobromir, Eugeniusz, Grzegorz, Izabela 5. Edward, Emilian, Hania, Szymon 6. Andrzej, Bolemir, Kacper, Kasper 7. Julian, Lucjan, Walenty 8. Mścisław, Seweryn 9. Antoni, Borzymir, Julian, Julianna 10. Dobrosław, Jan, Paweł 11. Feliks, Krzesimir, Matylda 12. Antoni, Arkadiusz, Benedykt, Czesław, Czesława, Ernest 13. Bogumił, Bogusława, Weronika 14. Feliks(k., m.), Piotr(k.), Nina, Szczęsny, Domosław, Radogost 15. Aleksander, Dąbrówka, Dobrawa, Domasław, Paweł 16. Marcel, Włodzimierz, Kevin 17. Antoni, Jan, Rościsław 18. Bogumił, Jaropełk, Krystyna, Małgorzata, Piotr 19. Andrzej, Bernard, Erwin, Henryk, Mariusz, Marta, Racimir, Sara 20. Dobiegniew, Fabian, Sebastian 21. Agnieszka, Jarosław, Jarosława, Marcela 22. Anastazy, Dobromysł, Dorian, Marta, Wincenty 23. Jan, Maria, Giovanni 24. Felicja, Mirogniew, Rafaela, Rafał, Tymoteusz 25. Miłosz, Miłowan, Miłowit, Paweł, Tatiana, Maleszka 26. Paula, Paulina, Wanda 27. Angelika, Ilona, Julian 28. Agnieszka, Augustyn, Julian, Karol, Piotr, Radomir 29. Hanna, Walerian, Zdzisław 30. Feliks, Gerard, Maciej, Marcin, Martyna, Sebastian 31. Euzebiusz, Jan, Piotr | 1. Dobrochna, Iga, Ignacy, Paweł, Siemirad, Żegota 2. Joanna, Korneliusz, Maria, Miłosława, Rory 3. Błażej, Maksym, Oskar, Stefan, Telimena 4. Andrzej, Gilbert, Jan, Joanna, Józef, Weronika, Witosława 5. Aga, Agata, Jakub, Jan, Paweł, Piotr 6. Antoni, Bogdan, Bohdan, Dorota, Ksenia, Szymon 7. Alfons, Parteniusz, Partenia, Romeusz, Romuald, Rozalia, Ryszard, Sulisław 8. Gniewomir, Jan, Paweł, Piotr, Sebastian 9. Bernard, Eryk, Eryka 10. Gabriel, Jacek, Elwira 11. Lucjan, Maria, Olgierd, Świętomira 12. Julian, Laurenty, Nora 13. Grzegorz, Jordan, Katarzyna, Toligniew,Linda 14. Dobiesława, Józef, Konrad, Krystyna, Lilian, Liliana, Mikołaj, Niemir, Niemira, Zenon, Cyryl 15. Georgina, Jordan, Jowita, Józef, Klaudiusz 16. Bernard, Dan, Danuta, Julianna 17. Donata, Franciszek, Julian, Konstanty, Łukasz, Niegomir, Zbigniew, Zbyszko 18. Albert, Alberta, Krystiana, Więcesława, Zuzanna 19. Arnold, Henryk, Konrad 20. Leon, Ludmiła, Ludomiła 21. Eleonora, Feliks, Teodor 22. Marta, Małgorzata, Piotr, Wiktor 23. Bądzimir, Damian, Piotr, Roma, Seweryn 24. Bogurad, Bogusz, Boguta, Maciej, Piotr 25. Bolebor, Cezary, Maciej, Małgorzata 26. Aleksander, Bogumił, Cezariusz, Mirosław, Ewelina 27. Aleksander, Anastazja, Gabriel, Gabriela, Sierosława 28. Józef, Roman, Lech 29. Dobronieg, Roman |

| 1. Albin, Antoni, Antonina, Amelia, Feliks, Herakles, Joanna, Józef, Piotr 2. Franciszek, Helena, Henryk, Krzysztof, Michał, Paweł, Piotr, Radosław 3. Hieronim, Maryna 4. Adrian, Adrianna, Arkadiusz, Eugeniusz, Kazimierz, Lucja 5. Adrian, Adrianna, Fryderyk, Jan, Oliwia, Wacław, Wacława 6. Eugenia, Jordan, Klaudian, Róża, Wiktor, Wojsław 7. Felicja, Paweł, Tomasz 8. Beata, Jan, Julian, Miligost, Miłogost, Stefan 9. Dominik, Franciszka, Katarzyna 10. Aleksander, Borzysław, Cyprian 11. Benedykt, Drogosława, Edwin, Konstantyn, Rozyna 12. Bernard, Blizbor, Grzegorz, Józefina 13. Bożena, Ernest, Kasjan, Krystyna, Marek 14. Bożeciecha, Jakub, Leon, Matylda, Michał 15. Gościmir, Klemens, Krzysztof, Ludwika 16. Henryka, Herbert, Izabela 17. Gertruda, Jan, Patryk, Zbigniew, Zbyszko 18. Aleksander, Boguchwał, Cyryl, Edward 19. Bogdan, Józef 20. Aleksander, Aleksandra, Bogusław, Klaudia 21. Benedykt, Lubomira, Mikołaj 22. Bogusław, Katarzyna, Kazimierz, Paweł 23. Feliks, Katarzyna, Piotr 24. Gabriel, Marek, Szymon 25. Ireneusz, Łucja, Lucja, Lutomysł, Maria, Wieńczysław 26. Emanuel, Feliks, Manuela, Teodor 27. Benedykt, Ernest, Jan, Lidia, Rupert 28. Aniela, Antoni, Jan 29. Cyryl 30. Amelia, Aniela, Częstobor, Jan 31. Beniamin, Dobromira, Kornelia | 1. Grażyna, Katarzyna, Teodora, Tolisław, Zbigniew, Zbyszko 2. Franciszek, Sądomir, Władysław, Władysława 3. Antoni, Cieszygor, Jakub, Ryszard 4. Benedykt, Izydor, Wacław, Wacława 5. Borzywoj, Irena, Wincenty, Jam 6. Ada, Adam, Ireneusz, Katarzyna, Świętobor 7. Donata, Przecław 8. Cezary, Radosław, Sieciesława, Chloi 9. Dobrosława, Dymitr, Maja 10. Antoni, Daniel, Henryk, Małgorzata, Michał 11. Filip, Jaromir, Leon, Marek 12. Andrzej, Iwan, Juliusz, Siemiodrog, Wiktor, Zenon 13. Jan, Justyn, Małgorzata, Marcin, Przemysł, Przemysław 14. Julianna, Justyn, Maria, Myślimir 15. Anastazja, Leonid, Wacław, Wacława 16. Erwin, Julia, Ksenia, Nikita, Nosisław 17. Jakub, Józef, Klara, Radociech, Robert, Rudolf, Stefan 18. Bogusław, Bogusława, Gościsław 19. Cieszyrad, Czechasz, Czesław, Leon, Tymon, Werner, Włodzimierz 20. Agnieszka, Czechoń, Czesław, Nawoj, Szymon, Teodor 21. Bartosz, Drogomił, Feliks, Konrad 22. Kajus, Kaja, Łukasz, Teodor 23. Gerard, Helena, Jerzy, Wojciech 24. Aleksander, Erwin, Grzegorz 25. Jarosław, Marek 26. Maria, Marzena, Spycimir 27. Andrzej, Bożebor, Martyn, Piotr, Zyta 28. Maria, Paweł 29. Angelina, Augustyn, Bogusław, Piotr, Robert 30. Bartłomiej, Jakub, Katarzyna, Marian |

| 1. Aniela, Filip, Jakub, Józef, Lubomir, Maja, Zofia 2. Walter, Witomir, Zygmunt, Wouter 3. Aleksander, Antonina, Maria, Mariola, Świętosława 4. Grzegorz, Michał, Monika, 5. Irena, Teodor, Waldemar 6. Gościwit, Jan, 7. Benedykt, Bogumir, Ludmiła, Ludomiła 8. Marek, Michał, Piotr, Stanisław 9. Bożydar, Grzegorz, Karolina, Mikołaj 10. Beatrycze, Antonina, Częstomir, Jan 11. Filip, Franciszek, Iga, Ignacy, Lew, Lutogniew, Mira, Żegota 12. Dominik, Jan, Joanna, Wszemił, Pankracy 13. Andrzej, Ciechosław, Gloria, Magdalena, Piotr, Robert 14. Dobiesław, Wiktor, Maciej 15. Jan, Zofia, Abhishek 16. Andrzej, Jędrzej, Szymon, Wieńczysław 17. Bruno, Sławomir, Weronika, Wiktor 18. Aleksander, Aleksandra, Alicja, Edwin, Eryk, Eryka, Feliks, Irena, Myślibor 19. Augustyn, Celestyn, Mikołaj, Pękosław, Piotr, Timur 20. Bronimir, Teodor, Wiktoria 21. Donata, Jan, Tymoteusz, Wiktor 22. Emil, Helena, Jan, Julia, Ryta, Wiesław, Wiesława, Wisława 23. Budziwoj, Emilia, Iwona, Jan, Michał 24. Cieszysława, Jan, Joanna, Maria, Milena, Zula, Zuzanna 25. Grzegorz, Imisława, Maria Magdalena 26. Filip, Marianna, Paulina, Ewelina, Więcemił 27. Jan, Juliusz, Lucjan, Magdalena, Radowit 28. Augustyn, Jaromir, Wiktor, Wrocimir 29. Bogusława, Maksymilian, Maria, Magdalena, Teodor, Urszula 30. Feliks, Joanna 31. Aniela, Bożysława, Teodor | 1. Bernard, Jakub, Konrad, Magdalena, Nikodem, Symeon, Świętopełk 2. Eugeniusz, Maria, Marianna, Mikołaj, Piotr, Racisław 3. Konstantyn, Leszek, Paula, Tamara 4. Franciszek, Gościmił, Karol 5. Dobrociech, Dobromir, Dobrymir 6. Dominika, Norbert, Paulina, Więcerad 7. Antoni, Ciechomir, Jarosław, Paweł, Robert, Wiesław, Wisław 8. Maksym, Seweryn, Wyszesław 9. Felicjan 10. Bogumił, Edgar, Małgorzata 11. Feliks, Radomił 12. Antonina, Jan, Leon, Wyszemir 13. Antoni, Chociemir, Lucjan, Maria Magdalena, Tobiasz 14. Eliza, Justyn, Justyna, Ninogniew 15. Angelina, Jolanta, Witold, Witołd, Witolda, Witosław 16. Alina, Aneta, Budzimir, Jan, Justyna 17. Agnieszka, Drogomysł, Franciszek, Laura, Marcjan, Radomił 18. Elżbieta, Marek, Marina, Paula 19. Julianna 20. Bogna, Bogumiła, Bożena, Franciszek, Michał, Rafaela, Rafał 21. Alicja, Domamir, Marta, Teodor 22. Broniwoj, Paulina 23. Józef, Piotr, Wanda, Zenon 24. Dan, Danisz, Danuta, Emilia, Jan 25. Lucja, Łucja, Tolisława 26. Jan, Paweł 27. Maria Magdalena, Władysław, Władysława 28. Ireneusz, Józef, Leon, Paweł 29. Dalebor, Paweł, Piotr 30. Ciechosława, Emilia, Lucyna |

| 1. Halina, Marian 2. Maria, Piotr. Jagoda 3. Jacek, Leon, Miłosław 4. Elżbieta, Józef, Julian, Teodor, Wielisław 5. Antoni, Bartłomiej, Jakub, Karolina, Michał 6. Chociebor, Dominik, Dominika, Łucja, Lucja, Niegosław 7. Antoni, Kira, Piotr, Benedykt, Cyryl, Lucjan 8. Adrian, Adrianna, Chwalimir, Edgar, Elżbieta, Eugeniusz 9. Łucja, Lucja, Mikołaj, Weronika, Zenon 10. Aleksander, Amelia, Aniela, Filip 11. Cyprian, Kalina, Olga 12. Andrzej, Euzebiusz, Feliks, Henryk, Paweł, Piotr, Tolimir, Weronika 13. Ernest, Eugeniusz, Jakub, Justyna, Małgorzata, Radomiła, Sara 14. Damian, Dobrogost, Franciszek, Izabela, Marcelina 15. Daniel, Dawid, Henryk, Iga, Ignacy, Lubomysł, Niecisław, Włodzimierz, Żegota 16. Andrzej, Maria Magdalena, Marika, Stefan 17. Aleksander, Renger, Andrzej, Bogdan, Marcelina, Maria Magdalena, Aneta 18. Erwin, Kamil, Karolina, Robert, Szymon, Unisław 19. Lutobor, Wincenty 20. Czechoń, Czesław, Małgorzata, Paweł 21. Andrzej, Daniel, Paulina, Stojsław, Wiktor 22. Bolesława, Bolisława, Maria Magdalena, Milenia, Więcemiła 23. Bogna, Żelisław 24. Antoni, Kinga, Krystyna, Olga, Wojciecha 25. Jakub, Krzysztof, Sławosz, Walentyna 26. Anna, Baldev, Grażyna, Mirosława 27. Julia, Marta, Natalia, Wszebor 28. Marcela, Świętomir, Wiktor 29. Konstantyn, Maria, Marta 30. Julia, Julita, Ludmiła, Maryna 31. Emilian, Helena, Iga, Ignacy, Ludomir | 1. Konrad, Piotr 2. Borzysława, Karina, Maria, Stefan 3. Augusta, Lidia, Nikodem, Szczepan 4. Dominik, Maria, Mironieg 5. Emil, Maria, Stanisława 6. Jakub, Sława, Stefan, Wincenty 7. Anna, Dobiemir, Donata, Dorota, Kajetan 8. Cyprian, Cyryl, Emil, Emilian, Emiliusz 9. Jan, Klarysa, Miłorad, Roman 10. Bogdan, Borys 11. Aleksander, Włodzimierz, Włodziwoj, Zula, Zuzanna 12. Klara, Lech, Piotr 13. Diana, Helena, Jan, Kasjan, Radomiła, Wojbor 14. Dobrowoj, Euzebiusz 15. Maria, Stefan 16. Domarad, Domarat, Joachim 17. Anastazja, Angelika, Anita, Eliza, Jacek, Jaczewoj, Joanna, Julianna, Miron, Żanna 18. Bogusława, Bronisław, Bronisz, Helena, Ilona, Klara 19. Bolesław, Emilia, Jan, Julian, Juliusz, Piotr 20. Jan, Samuel, Samuela, Sieciech, Sobiesław, Świeciech 21. Emilian, Filipina, Franciszek, Joanna, Kazimiera, Męcimir 22. Cezary, Dalegor, Maria, Namysław, Tymoteusz, Zygfryd 23. Filip, Laurenty 24. Bartłomiej, Cieszymir, Jerzy, Joanna, Malina, Michalina, Albert 25. Grzegorz, Luiza, Michał, Sieciesław 26. Dobroniega, Joanna, Konstanty, Maksym, Maria 27. Cezary, Józef, Monika, Małgorzata, Teodor 28. Adelina, Aleksander, Aleksy, Augustyn, Patrycja, Sobiesław, Stronisław 29. Gita, Jan, Racibor, Sabina 30. Częstowoj, Miron, Rebeka, Róża, Szczęsna, Szczęsny 31. Bohdan, Paulina, Rajmund, Świętosław |

| 1. Bronisław, Bronisława, Bronisz 2. Bohdan, Czesław, Eliza, Henryk, Julian, Stefan, Tobiasz, Witomysł 3. Antoni, Bartłomiej, Bronisław, Bronisz, Izabela, Jan, Joachim, Mojmir, Szymon, Wincenty, Zenon 4. Ida, Lilianna, Rościgniew, Róża, Rozalia 5. Dorota, Justyna, Stronisława, Wawrzyniec 6. Albin, Beata, Eugenia, Eugeniusz, Michał, Uniewit 7. Domasława, Domisława, Marek, Regina, Rena, Ryszard 8. Adrian, Adrianna, Maria, Radosław, Radosława, Klementyna 9. Augustyna, Aureliusz, Piotr, Ścibor, Ścibora, Sergiusz, Sobiesąd 10. Aldona, Łukasz, Mikołaj, Mścibor 11. Feliks, Jacek, Jan, Naczesław 12. Amadeusz, Maria, Piotr, Sylwin 13. Aleksander, Eugenia, Filip, Lubor, Morzysław, Szeliga 14. Bernard, Cyprian, Roksana, Siemomysł, Szymon 15. Maria, Nikodem 16. Cyprian, Edyta, Eugenia, Franciszek, Kamila, Kornel, Lucja, Łucja, Wiktor 17. Drogosław, Franciszek, Justyn, Justyna, Teodora 18. Dobrowit, Irena, Józef, Stefania 19. Konstancja, Teodor, Więcemir 20. Agnieszka, Barbara, Dionizy, Eustachiusz, Eustachy, Fausta, Faustyna, Filipina, Irena, Klemens, Mieczysława, Miłowuj, Oleg, Perpetua, Protazy 21. Bożeciech, Bożydar, Jonasz, Laurenty, Mateusz, Mira 22. Joachim, Maurycy, Prosimir, Scott, Tomasz 23. Boguchwała, Bogusław, Elżbieta, Krzysztof, Libert, Litoriusz, Liwiusz, Piotr, Tekla, Zachariusz 24. Gerard, Maria, Teodor, Tomir, Uniegost 25. Aurelia, Franciszek, Kamil, Ładysław, Piotr, Świętopełk, Wincenty, Władysław, Władysława 26. Cyprian, Euzebiusz, Justyna, Łękomir 27. Amadeusz, Damian 28. Jan, Luba, Lubosza, Marek, Nikita, Sylwin, Wacław, Wacława, Więcesław 29. Michał, Rafał, Gabriel 30. Grzegorz, Hieronim, Honoriusz, Imisław, Rachela, Wera, Wiera, Wiktor, Zofia | 1. Danuta, Remigiusz, Cieszysław, Dan, Danisz, Danuta, Igor, Jan, Remigiusz 2. Stanimir, Teofil 3. Gerard, Józefa, Sierosław, Teresa 4. Edwin, Franciszek, Konrad, Rozalia 5. Częstogniew, Donata, Igor, Justyn, Konstancjusz, Rabby 6. Artur, Bronisław, Bronisz, Emil, Roman 7. Justyna, Marek, Maria, Rościsława, Stefan, Mirella 8. Bryda, Brygida, Laurencja, Marcin, Wojsława 9. Bogdan, Jan, Ludwik 10. Franciszek, Lutomir, Paulina, Tomił 11. Aldona, Dobromiła, Emil, Emilian, Emiliusz, Maria, Marian 12. Maksymilian, Witold 13. Daniel, Edward, Mikołaj, Siemisław 14. Alan, Bernard, Dominik 15. Jadwiga, Teresa 16. Aurelia, Gerard, Grzegorz 17. Lucyna, Małgorzata, Marian, Wiktor 18. Julian, Łukasz 19. Ferdynand, Piotr, Siemowit, Skarbimir, Ziemowit 20. Irena, 21. Bernard, Celina, Dobromił, Elżbieta, Urszula 22. Filip, Halka 23. Iga, Ignacy, Jan, Marlena, Roman, Seweryn, Teodor, Włościsław, Żegota 24. Antoni, Boleczest, Filip, Marcin, Rafaela, Rafał, Soyazhe 25. Daria, Kryspin, Sambor, Taras 26. Dymitriusz, Łucjan, Lucyna, Ludmiła, Lutosław 27. Iwona, Sabina, Wincenty 28. Szymon, Tadeusz, Wszeciech 29. Euzebia, Franciszek, Lubogost, Teodor, Wioletta 30. Edmund, Klaudiusz, Przemysław, Sądosław 31. Antoni, Antonina, Godzimir, Lucylla, Łukasz, Dezemir |

| 1. Andrzej, Seweryn, Warcisław, Wiktoryna 2. Bohdana, Bożydar, Małgorzata, Stojmir, Tobiasz 3. Bogumił, Cezary, Chwalisław, Hubert, Sylwia 4. Mściwój, Olgierd, Karol 5. Dalemir, Elżbieta, Florian, Sławomir 6. Feliks, Leonard, Trzebowit, Ziemowit 7. Antoni, Florentyn, Przemił 8. Dymitr, Klaudiusz, Seweryn, Wiktor 9. Bogudar, Genowefa, Teodor, Ursyn 10. Andrzej, Lena, Leon, Ludomir, Stefan 11. Anastazja, Bartłomiej, Maciej, Marcin, Spycisław, Teodor 12. Cibor, Czcibor, Jonasz, Krystyn, Marcin, Renata, Witold 13. Arkadiusz, Eugeniusz, Jan, Mikołaj, Stanisław 14. Aga, Agata, Damian, Elżbieta, Emil, Emiliusz, Józef, Judyta, Ścibor, Ścibora, Wszerad 15. Albert, Alfons, Artur, Gurias, Idalia, Józef, Leopold, Leopoldyna, Przybygniew, Roger 16. Edmund, Marek, Maria, Niedamir, Otomar, Paweł, Piotr 17. Grzegorz, Yasmin, Rabby, Giovanni (BCS Party) 18. Aniela, Cieszymysł, Klaudyna, Roman, Tomasz 19. Elżbieta, Mironiega, Paweł, Seweryn 20. Edmund, Feliks, Sędzimir 21. Janusz, Konrad, Maria, Piotr, Regina, Rena, Twardosław, Wiesław 22. Cecylia, Marek, Wszemiła 23. Adela, Klemens, Przedwoj 24. Dobrosław, Emilia, Emma, Franciszek, Gerard, Jan, Pęcisław 25. Katarzyna, Tęgomir, Zeki 26. Dobiemiest, Jan, Konrad, Lechosław, Lechosława, Leonard, Sylwester 27. Dominik, Maksymilian, Stojgniew, Walery 28. Gościrad, Grzegorz, Jakub, Lesław, Lesława, Zdzisław 29. Błażej, Bolemysł, Fryderyk, Przemysł 30. Andrzej, Justyna, Konstanty | 1. Blanka, Długosz, Edmund, Iwa, Natalia, Sobiesława 2. Aurelia, Balbina, Bibiana, Budzisław, Budzisława, Ludwina, Paulina, Sulisław, Sylweriusz, Sylwery, Wiktoryn, Zbylut 3. Franciszek, Kasjan, Lucjusz, Unimir 4. Barbara, Hieronim, Krystian, Piotr 5. Gerald, Krystyna, Pęcisława 6. Emilian, Jarogniew, Mikołaj,Nicole 7. Marcin, Ninomysł 8. Boguwola, Maria, Światozar 9. Joachim, Wielisława, Wiesław 10. Andrzej, Daniel, Judyta, Julia, Maria 11. Daniela, Julia, Stefan, Waldemar, Wojmir 12. Aleksander, Dagmara, Yasmin 13. Lucja, Łucja, Otylia 14. Alfred, Izydor, Sławobor 15. Celina, Iga, Ignacy, Krystiana, Nina, Wolimir, Żegota 16. Alina, Zdzisława 17. Florian, Jolanta, Żyrosław 18. Bogusław, Gracjan, Laurencja, Wszemir 19. Beniamin, Dariusz, Gabriela, Mścigniew, Tymoteusz 20. Bogumiła, Dominik 21. Tomasz, Tomisław 22. Beata, Drogomir, Franciszka, Zenon 23. Sławomir, Sławomira, Wiktoria 24. Adam, Adamina, Adela, Ewa, Ewelina, Grzegorz 25. Anastazja, Eugenia, Piotr 26. Szczepan, Wróciwoj 27. Cezary, Jan, Radomysł 28. Antoni, Dobrowiest, Emma 29. Dawid, Domawit, Dominik, Gosław, Jonatan, Marcin, Tomasz 30. Dawid, Eugeniusz, Katarzyna, Uniedrog 31. Korneliusz, Melania, Sebastian, Sylwester, |